# Якувкі
Якувкі (пол. Jakówki) — село в Польщі, у гміні Янів Підляський Більського повіту Люблінського воєводства.
Населення — 191 особа (2011).
У 1975-1998 роках село належало до Білопідляського воєводства.

## Демографія
Демографічна структура станом на 31 березня 2011 року:
|          | Загалом | Допрацездатний вік | Працездатний вік | Постпрацездатний вік |
| -------- | ------- | ------------------ | ---------------- | -------------------- |
| Чоловіки | 97      | 24                 | 55               | 18                   |
| Жінки    | 94      | 17                 | 52               | 25                   |
| Разом    | 191     | 41                 | 107              | 43                   |